# Ваніль (прянощі)

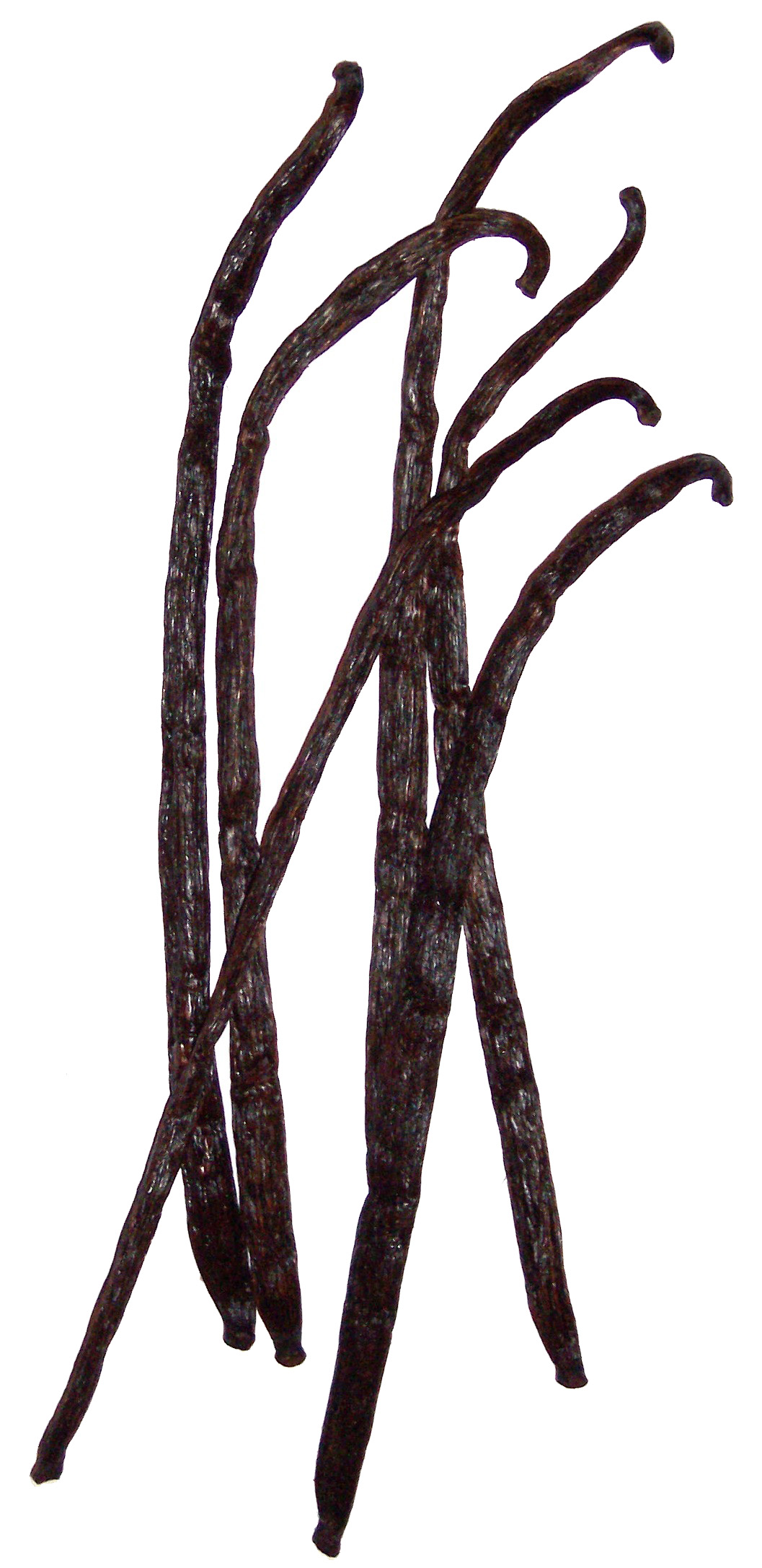
Висушені стручки ванілі

Ваніль — пряність, отримана з орхідних рослин роду ваніль, переважно зі стручків ванілі плосколистої (V. planifolia).
Ваніль не є самозапильною рослиною, тому для утворення плодів необхідне запилення. У 1837 році бельгійський ботанік Шарль Франсуа Антуан Моррен виявив цю особливість і вперше застосував метод штучного запилення, однак через його економічну неефективність метод не набув поширення. У 1841 році Едмонд Альбіус, 12-річний раб із французького острова Реюньйон в Індійському океані, відкрив спосіб ручного запилення. Цей метод зробив можливим культивування ванілі в різних регіонах світу. Французький ботанік Жан Мішель Клод Рішар згодом помилково заявив, що відкрив цей спосіб раніше, однак наприкінці XX століття саме Альбіуса було визнано справжнім першовідкривачем.
Сьогодні у світі вирощують три основні види ванілі, усі вони походять від месоамериканського виду:
- V. planifolia (також відома як V. fragrans), яку вирощують на Мадагаскарі, Реюньйоні та в інших тропічних регіонах уздовж Індійського океану;
- V. × tahitensis, що культивується в південній частині Тихого океану;
- V. pompona, поширена у Вест-Індії, Центральній та Південній Америці.

Переважна більшість ванілі, що вирощується у світі, належить до виду V. planifolia — так званої бурбонської ванілі (назва походить від колишньої назви острова Реюньйон — Бурбон) або мадагаскарської ванілі. Основні плантації розташовані на Мадагаскарі, сусідніх островах південно-західної частини Індійського океану та в Індонезії. Разом ці регіони забезпечують близько двох третин світового виробництва ванілі.
За вартістю ваніль поступається лише шафрану, оскільки вирощування її стручків є складним і трудомістким процесом. Попри це, ваніль широко використовується як у промисловій, так і в домашній випічці, парфумерії та ароматерапії, адже для досягнення характерного смаку й аромату достатньо невеликої кількості прянощів.

## Історія

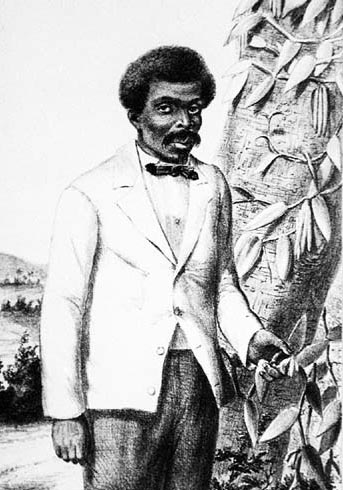
Портрет Едмона Албіуса. 1863 рік

За деякими данними ваніль була відома вже мая (під назвою «цицбік»), але справді популярною її зробили тотонаки. Збереглася, зокрема, тотонацька легенда про ваніль («кашішанат», «шанат») як плід кохання царівни Цакопонціси та царевича Скатаношґи. Для тотонаків ваніль була священною рослиною, її використовували як ліки, парфуми та косметичний інгредієнт. Ацтеки додавали ваніль («тлільхочітль») до напою з какао[неавторитетне джерело].
Іспанський конкістадор Ернан Кортес привіз ваніль та шоколад до Європи у 1520-і роки. В Іспанії, Італії, Австрії ваніль відома з середини XVI століття. В інших країнах Європи — з початку XIX століття.
Початкові спроби культивувати ваніль поза межами Мексики та Центральної Америки виявилися марними через симбіоз орхідеї та її природних запилювачів — бджіл місцевих порід Melipona. Запилення було необхідним для утворення стручків ванілі. У 1837 році бельгійський ботанік Шарль Франсуа Антуан Моррен виявив цей факт та вперше використав метод штучного запилення рослин. Метод виявився фінансово нездійсненним для комерційного використання. У 1841 році, Едмон Албіус, раб, який жив на французькому острові Реюньйон в Індійському океані, у віці 12 років виявив, що рослина може бути запилена вручну. Ручне запилення дозволило глобальне культивування ванілі.

## Технологія виробництва

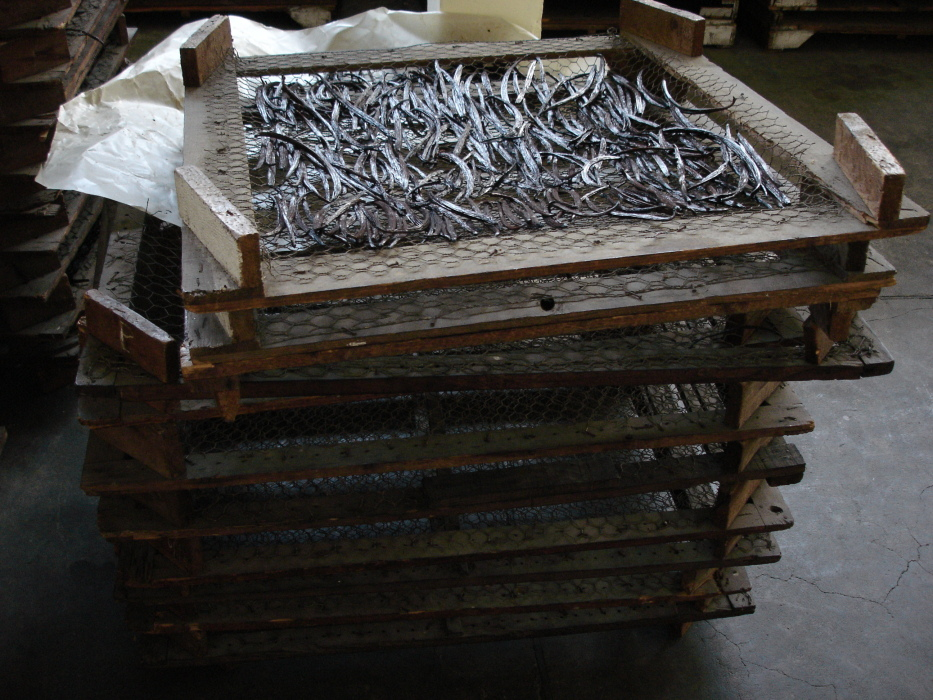
Ванільні стручки на просушці

Технологія виробництва цієї прянощі досить складна. На першому етапі незрілі плоди збирають та занурюють на 20 секунд у гарячу воду (80—85 °C), здійснюючи таким чином своєрідне короткочасне бланшування. Потім відбувається ферментація плодів при температурі 60 °C протягом тижня. Тільки після ферментації ваніль набуває характерного аромату та коричневого кольору. Після цього стручки протягом декількох місяців сушать у затінку на відкритому повітрі. Після появи на стручках білого нальоту вважається, що ваніль готова до вживання.
Якість ванілі залежить від багатьох факторів, починаючи від ботанічного виду ліани, з якої вона отримана, та закінчуючи умовами проведення ферментації та сушки. Тому у світовій практиці ваніль поділяють по якості на 8 сортів.

## Властивості
Стручки ванілі хорошої якості зазвичай 10—20 сантиметрів завдовжки, м'які, еластичні, закруглені, маслянисті на дотик, темно-коричневі або майже чорні. Найкращі сорти покриті на додачу нальотом білуватих кристалів. При правильному зберіганні стійкість аромату ванілі вражає. Відомі випадки збереження всіх властивостей після 36 років з моменту виробництва. Через неправильне зберігання або приготування стручки втрачають свою еластичність, стають крихкими, тріскаються, розкриваються та втрачають колір, бліднуть. Така ваніль втрачає половину своїх якостей. Сорти поганої якості швидко видихаються та руйнуються, особливо у несприятливих умовах. До менш цінних відносяться також сорти ванілі, які мають аромат геліотропу замість ваніліну. У них носієм аромату є піперонал (геліотропін).

## Замінники
Ваніль донині є однією з найдорожчих прянощів на світовому ринку. До цього привів як складний та довгий технологічний процес її обробки, так і складність вирощування ванілі як культури (необхідність штучного запилення — тільки половина квітів дасть плоди). Дорожнеча цієї прянощі спонукала до синтезу її штучного замінника — ваніліну. Але, як і з усіма замінниками, повністю повторити тонкість та стійкість справжньої ванілі не вдалося — через наявність мінорних компонентів запаху, обумовлених геліотропіном та іншими компонентами ефірної олії ванілі.
На обсяги виробництва натуральної ванілі сильно впливає низька вартість «природноідентичних» ароматизаторів — в основному ваніліну та етилваніліну.

## Застосування
В даний час застосування натуральної ванілі невелике — через витіснення її дешевим синтетичним ваніліном.
Натуральна ваніль продається у вигляді цілісних стручків, пудри або спиртового екстракту, що містить 35 % етанолу.
Серед усіх прянощів ваніль — частково через свою ціну, почасти через властивості — займає привілейоване місце. Натуральна ваніль йде на ароматизацію тільки дорожчих кондитерських виробів та десертів, зокрема, шоколаду та какаовмісних продуктів, бісквітів та виробів з бісквітного тіста, морозива.
У вироби, що піддаються тепловій обробці, ваніль вводять або безпосередньо перед нею (у тісто), або відразу після, поки страва ще не охолола (у пудинги, суфле, компоти, варення тощо). У холодні страви (сирні пасти) — після приготування. У вироби, що вимагають просочення, (бісквіти, торти) ваніль вводять у вигляді ванільного сиропу — вже після випічки.
Для введення ванілі у продукт її ретельно розтирають з цукровою пудрою до отримання однорідної маси. Потім отриманий ванільний цукор вмішують у тісто або посипають готовий виріб. Норми витрати невеликі. При розрахунку на порцію витрата складає приблизно 1⁄20 частини палички ванілі. При розрахунку на кілограм продуктів, вкладених у тісто, — 1⁄4 палички. При приготуванні ванільного цукру однієї палички ванілі вистачить на пів кілограма цукру.
Для отримання ванільного цукру, придатного для посипання деяких кондитерських виробів, достатньо просто зберігати ванільні стручки разом з цукровою пудрою в одній банці. Цукор просочиться сильним запахом ванілі.
|  |  |  |  |